# Lijeva Rijeka, Podgorica
Lijeva Rijeka este un sat din municipiul Podgorica, Muntenegru. Conform datelor de la recensământul din 2003, localitatea are 53 de locuitori (la recensământul din 1991 erau 78 de locuitori).

## Demografie
În satul Lijeva Rijeka locuiesc 45 de persoane adulte, iar vârsta medie a populației este de 41,6 de ani (37,5 la bărbați și 45,3 la femei). În localitate sunt 16 gospodării, iar numărul mediu de membri în gospodărie este de 3,31.
Această localitate este populată majoritar de sârbi (conform recensământului din 2003).
|  |

| Demografie | Demografie | Demografie |
| An         | Locuitori  | Locuitori  |
| ---------- | ---------- | ---------- |
|            |            |            |
|            |            |            |
|            |            |            |
|            |            |            |
| 1948       | 193        |            |
| 1953       | 227        |            |
| 1961       | 251        |            |
| 1971       | 166        |            |
| 1981       | 85         |            |
| 1991       | 78         | 78         |
| 2003       | 53         | 53         |

| \| Componența etnică conform recensământului din 2003[2] \| Componența etnică conform recensământului din 2003[2] \| Componența etnică conform recensământului din 2003[2] \| Componența etnică conform recensământului din 2003[2] \| Componența etnică conform recensământului din 2003[2] \| \| ----------------------------------------------------- \| ----------------------------------------------------- \| ----------------------------------------------------- \| ----------------------------------------------------- \| ----------------------------------------------------- \| \| \| \| \| \| \| \| Sârbi \| Sârbi \| \| 37 \| 69,81% \| \| Muntenegreni \| Muntenegreni \| \| 5 \| 9,43% \| \| necunoscută \| necunoscută \| \| 0 \| 0% \| |              |  |    |        |
| Componența etnică conform recensământului din 2003 |              |  |    |        |
| |              |  |    |        |
| Sârbi | Sârbi        |  | 37 | 69,81% |
| Muntenegreni | Muntenegreni |  | 5  | 9,43%  |
| necunoscută | necunoscută  |  | 0  | 0%     |